# Delicias (Venezuela)
Pour les articles homonymes, voir Delicias.
Delicias est le chef-lieu de la municipalité de Rafael Urdaneta dans l'État de Táchira au Venezuela.